# Léo Moura
Leonardo da Silva Moura (ur. 23 października 1978 w Niterói)– piłkarz brazylijski grający na pozycji prawego obrońcy.

## Kariera klubowa
Leonardo Moura jest wychowankiem Botafogo FR, w którym rozpoczął karierę w 1997 roku. W 1999 roku występował w klubie Linhares EC, który występował w lidze stanowej Espírito Santo. W 1999 Leonardo Moura wyjechał do Europy. W sezonie 1999–2000 występował w belgijskim pierwszoligowcu Germinalu Beerschot. W sezonie 2000–2001 występował w holenderskim drugoligowcu ADO Den Haag. W 2001 powrócił do macierzystego Botafogo. W 2002 roku występował w CR Vasco da Gama i SE Palmeiras.
W 2003 roku występował w São Paulo FC, a w 2004 w Fluminense FC. Na początku 2005 po raz drugi wyjechał do Europy do portugalskim SC Braga. W Bradze nie wywalczył sobie miejsca w składzie i po rozegraniu 8 meczów w Primeira Liga powrócił do Brazylii. Został zawodnikiem CR Flamengo. We Flamengo Leonardo Moura występuje do chwili obecnej. Z Flamengo zdobył mistrzostwo Brazylii 2009, Copa do Brasil 2006 oraz trzykrotnie mistrzostwo stanu Rio de Janeiro – Campeonato Carioca w 2007, 2008 i 2009 roku. Do chwili obecnej 174 spotkań, w których zdobył 25 bramek.
| Sezon     | Klub               | Mecze | Bramki | Rozgrywki             |
| --------- | ------------------ | ----- | ------ | --------------------- |
| 1998      | Botafogo FR        | 0     | 0      | Campeonato Brasileiro |
| 1999      | Linhares EC        | 0     | 0      | Campeonato Capixaba   |
| 1999/2000 | Germinal Beerschot | 21    | 0      | Jupiler League        |
| 2000/01   | ADO Den Haag       | 29    | 12     | Eerste divisie        |
| 2001      | Botafogo FR        | 24    | 1      | Campeonato Brasileiro |
| 2002      | CR Vasco da Gama   | 0     | 0      | Campeonato Brasileiro |
| 2002      | SE Palmeiras       | 9     | 0      | Campeonato Brasileiro |
| 2003      | São Paulo FC       | 22    | 0      | Campeonato Brasileiro |
| 2004      | Fluminense FC      | 41    | 0      | Campeonato Brasileiro |
| 2004/05   | SC Braga           | 8     | 0      | Primeira Liga         |
| 2005      | CR Flamengo        | 31    | 7      | Campeonato Brasileiro |
| 2006      | CR Flamengo        | 28    | 1      | Campeonato Brasileiro |
| 2007      | CR Flamengo        | 36    | 5      | Campeonato Brasileiro |
| 2008      | CR Flamengo        | 35    | 8      | Campeonato Brasileiro |
| 2009      | CR Flamengo        | 32    | 4      | Campeonato Brasileiro |
| 2010      | CR Flamengo        | 35    | 1      | Campeonato Brasileiro |
| 2011      | CR Flamengo        | 24    | 0      | Campeonato Brasileiro |
| Łącznie   | Łącznie            | 375   | 29     | 29                    |

## Kariera reprezentacyjna
W reprezentacją Brazylii Leonardo Moura zadebiutował 6 lutego 2008 w wygranym 2-0 wyjazdowym towarzyskim meczu z reprezentacją Irlandii. Jest to jedyny do tej pory występ w reprezentacji Brazylii.